# باب دیکسون (بازیکن فوتبال)
باب دیکسون (انگلیسی: Bob Dixon؛ 30 August 1904 – 1980 (aged 76)) بازیکن فوتبال اهل بریتانیا بود.
از باشگاه‌هایی که در آن بازی کرده‌است می‌توان به باشگاه فوتبال استوک سیتی و باشگاه فوتبال وستهام یونایتد اشاره کرد.